# Roger Gaúcho
Roger Gaúcho (ur. 30 marca 1986) – brazylijski piłkarz występujący na pozycji pomocnika.

## Kariera piłkarska
Od 2007 roku występował w SC Internacional, Náutico, Porto Alegre, Mirassol, São Caetano, Oeste, Santos FC, Grêmio Barueri, Mogi Mirim, Ponte Preta, Albirex Niigata, Criciúma, Campinense, CRB, Treze i Botafogo.